# トラジ (民謡)
トラジ（朝: 도라지）とは朝鮮半島および朝鮮族や在日韓国・朝鮮人、韓国系アメリカ人（在米コリアン、朝鮮系アメリカ人）等の間で歌われる古くから伝わる民謡である。トラジは桔梗の事で、朝鮮族の間では「道拉基」や「桔梗謡」（中: 桔梗谣）と表現される。現代、朝鮮族の間では「桔梗謡」の方が一般的である。もともと、京畿道地方の民謡だったといわれている。
亡き恋人を偲ぶ曲や仕事歌、などと説が分かれている。「アリラン」と並ぶ二大朝鮮民謡で、どちらも基本的には三拍子である。

## 朝鮮半島での歌詞
1.

도라지 도라지 도라지 심심산천(深深山川)의 도라지

（キキョウ キキョウ キキョウ 深い山の中のキキョウ）

한두 뿌리만 캐어도 대바구니로 반실만 되누나

（一つ二つ掘るだけで大きな籠がいっぱいになる）

에헤요 에헤요 에헤애야 어여라난다 지화자 좋다

（えへよ えへよ えへーや およらなんだ よいやよいやさと）

저기 저 산(山) 밑에 도라지가 한들한들

（あの山の下にキキョウがゆらゆら）

2.

도라지 도라지 도라지 은율(殷栗) 금산포(金山浦) 백(白)도라지　 

（キキョウ キキョウ キキョウ 殷栗の金山浦の白いキキョウ）

한 뿌리 두 뿌리 받으니 산골(山-)에 도라지 풍년(豊年)일세　 

（一つ二つ取るだけで山はキキョウが当たり年だ）

에헤요 에헤요 에헤애야 어여라난다 지화자 좋다

（えへよ えへよ えへーや およらなんだ よいやよいやさと）

저기 저 산(山) 밑에 도라지가 한들한들

（あの山の下にキキョウがゆらゆら）

3.

도라지 도라지 도라지 강원도(江原道) 금강산(金剛山) 백도라지　 

（キキョウ キキョウ キキョウ 江原道の金剛山の白いキキョウ）

도라지 캐는 아가씨들 손맵시도 멋들어졌네

（キキョウを掘る娘さんたちの手が綺麗だね）

에헤요 에헤요 에헤애야 어여라난다 지화자 좋다

（えへよ えへよ えへーや およらなんだ よいやよいやさと）

저기 저 산(山) 밑에 도라지가 한들한들

（あの山の下にキキョウがゆらゆら）

## 朝鮮族の歌詞
簡体字: 道拉基 道拉基 白道拉基， 道拉基 道拉基 白道拉基， 道拉基 道拉基 白道拉基， 

白白的桔梗哟长满山野；  

只要挖出一两棵， 挖出桔梗装在筐里， 你借口去挖桔梗， 

就可以装满我的小菜筐里， 挖出给儒仅以裙包， 其实到情郎坟上去鲜花， 

哎嘿哎嘿唷 哎咳唷 你呀叫我多难过.

## その他の情報
- 2009年春節聯歓晩会（CCTV）で「桔梗謡（朝鮮族民歌）」として朝鮮族出身の男性歌手4人のアリラングループ（阿里郎組合）が歌っている。
- 韓国と朝鮮民主主義人民共和国でそれぞれ『トラジ』の映画が作られている。